# Friedrich August Körnicke
Friedrich August Körnicke (Pratau, Wittenberg mellett, 1828. január 29. – Bonn, 1908. január 16.) német botanikus és egyetemi tanár. Fia a szintén botanikus Max Koernicke (1874–1955). Botanikai szakmunkákban nevének rövidítése: „Körn”. vagy Koern. A poppelsdorfi gazdasági akadémia tanára volt. Az Eriocaulaceákról, Marantaceákról és Rapateaceákról irt.